# Uniform m/1942 kv

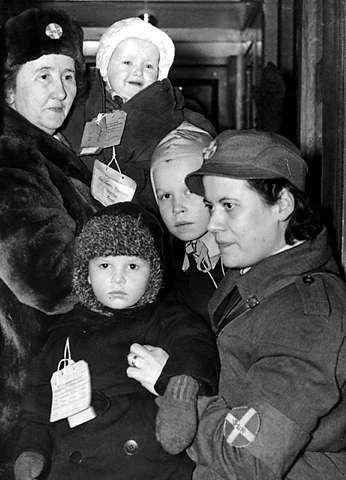
Medlemmar i Svenska Lottakåren i Frivilliguniform m/42 kv tar hand om nyanlända finska krigsbarn 1944

Frivilliguniform m/42 kv var ett tidigare uniformssystem för frivilliga kvinnor inom försvarsmakten.

## Bakgrund
Då det under Andra Världskriget strömmade in frivilliga kvinnor till krigsmakten ökade behovet av en uniform för dessa. Med anledning av detta utvecklades denna uniform ur 1939 års Enhetsuniform.

## Användning
Som ovan nämnts så användes den enbart av frivilliga kvinnor. Det var huvudsakligen fördelade mellan de tre riksförbunden Svenska Lottakåren (SLK), Blå Stjärnan och Svenska Röda korset. Uniformen fick bäras fram till och med den 31 mars 1970.

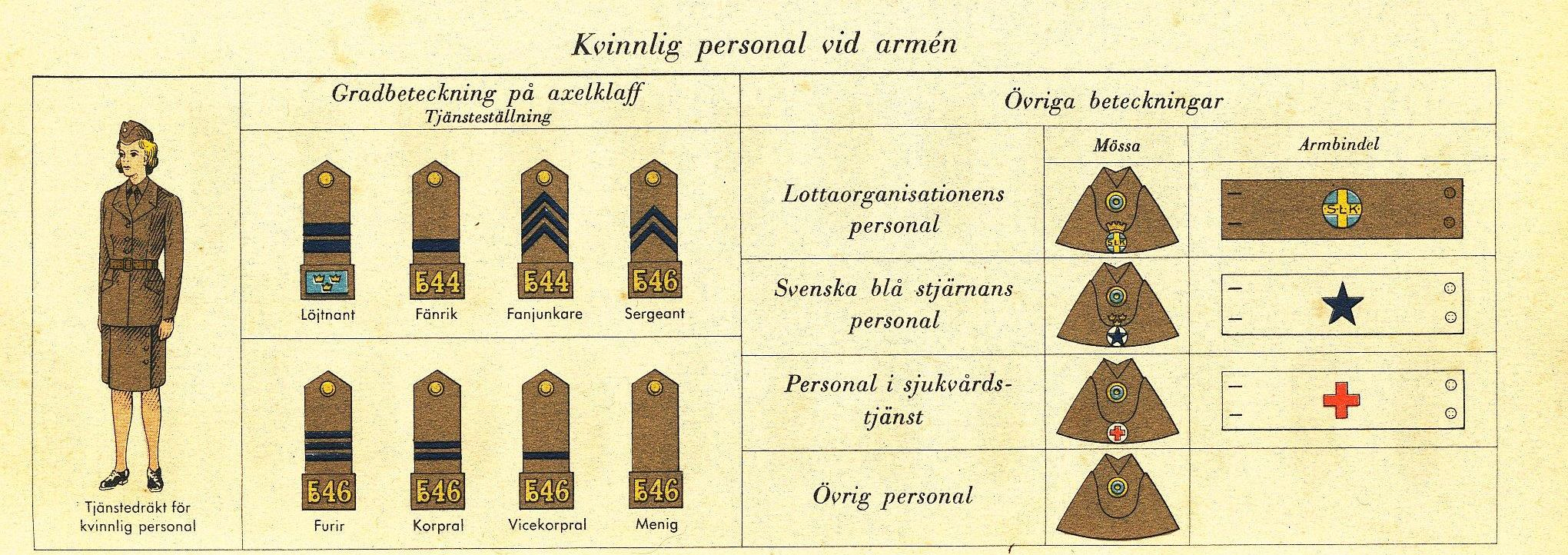

## Persedlar
Följande persedlar ingick i uniformen. Observera att ytterligare några persedlar utöver dessa ingick.
- Armbindel (före 1946)
- Axelklaffar m/42 kv (från 1946)
- Blus m/42 kv
- Fältbyxor m/42 kv
- Jacka m/42 kv
- Kappa m/42 kv
- Kjol m/42 kv
- Lågskor
- Ridbyxor m/42 kv
- Slips
- Stövlar